# ستريليباشيفو
ستريليباشيفو (بالروسية: Стерлибашево)‏ هي منطقة ريفية (سلو) ومركز إداري لمقاطعة ستريليباسيفسكي في جمهورية باشكورستان، روسيا. عدد السكان: 5,930  (تعداد 2010).